# Taquari
Taquari is een gemeente in de Braziliaanse deelstaat Rio Grande do Sul. De gemeente telt 26.626 inwoners (schatting 2009).

## Aangrenzende gemeenten
De gemeente grenst aan Bom Retiro do Sul, Fazenda Vilanova, General Câmara, Paverama, Tabaí, Triunfo en Venâncio Aires.

## Geboren
- Artur da Costa e Silva (1899-1969), president van Brazilië (1967-1969)